# Partecipanti all'Omloop Het Nieuwsblad 2023
Elenco dei partecipanti alla Omloop Het Nieuwsblad 2023.
La Omloop Het Nieuwsblad 2023 è stata la settantottesima edizione della corsa. Alla competizione presero parte 25 squadre: le diciotto iscritte all'UCI World Tour 2023, e sette squadre invitate dell'UCI ProTeam.
Ciascuna delle squadre è composta da sette ciclisti, per un totale di 175 ciclisti accreditati alla partenza.

## Corridori per squadra
| Jumbo-Visma            | Jumbo-Visma              | Jumbo-Visma           | Soudal Quick-Step    | Soudal Quick-Step    | Soudal Quick-Step    | Intermarché-Circus-Wanty | Intermarché-Circus-Wanty | Intermarché-Circus-Wanty |
| ---------------------- | ------------------------ | --------------------- | -------------------- | -------------------- | -------------------- | ------------------------ | ------------------------ | ------------------------ |
| N°                     | Ciclista                 | Clas.                 | N°                   | Ciclista             | Clas.                | N°                       | Ciclista                 | Clas.                    |
| 1                      | Tiesj Benoot             | 15°                   | 11                   | Yves Lampaert        | 71°                  | 21                       | Sven Erik Bystrøm        | 54°                      |
| 2                      | Edoardo Affini           | 115°                  | 12                   | Davide Ballerini     | 6°                   | 22                       | Rune Herregodts          | R                        |
| 3                      | Christophe Laporte       | 3°                    | 13                   | Tim Declercq         | R                    | 23                       | Arne Marit               | 105°                     |
| 4                      | Jan Tratnik              | 94°                   | 14                   | Stan Van Tricht      | 125°                 | 24                       | Hugo Page                | 110°                     |
| 5                      | Dylan van Baarle         | 1°                    | 15                   | Casper Pedersen      | 59°                  | 25                       | Baptiste Planckaert      | 93°                      |
| 6                      | Tim van Dijke            | 114°                  | 16                   | Florian Sénéchal     | 77°                  | 26                       | Mike Teunissen           | 11°                      |
| 7                      | Nathan Van Hooydonck     | 30°                   | 17                   | Jannik Steimle       | 116°                 | 27                       | Laurenz Rex              | R                        |
| Alpecin-Deceuninck     | Alpecin-Deceuninck       | Alpecin-Deceuninck    | AG2R Citroën Team    | AG2R Citroën Team    | AG2R Citroën Team    | Astana Qazaqstan Team    | Astana Qazaqstan Team    | Astana Qazaqstan Team    |
| N°                     | Ciclista                 | Clas.                 | N°                   | Ciclista             | Clas.                | N°                       | Ciclista                 | Clas.                    |
| 31                     | Jasper Philipsen         | 33°                   | 41                   | Greg Van Avermaet    | 34°                  | 51                       | Leonardo Basso           | 107°                     |
| 32                     | Dries De Bondt           | 44°                   | 42                   | Oliver Naesen        | 19°                  | 52                       | Luis León Sánchez        | 119°                     |
| 33                     | Michael Gogl             | R                     | 43                   | Lawrence Naesen      | 84°                  | 53                       | Manuele Boaro            | R                        |
| 34                     | Søren Kragh Andersen     | 99°                   | 44                   | Stan Dewulf          | 41°                  | 54                       | Evgenij Gidič            | R                        |
| 35                     | Oscar Riesebeek          | 89°                   | 45                   | Benoît Cosnefroy     | 63°                  | 55                       | Evgenij Fëdorov          | 85°                      |
| 36                     | Robert Stannard          | 66°                   | 46                   | Michael Schär        | R                    | 56                       | Martin Laas              | R                        |
| 37                     | Gianni Vermeersch        | 72°                   | 47                   | Damien Touzé         | 70°                  | 57                       | Gleb Syrica              | R                        |
| Bahrain Victorious     | Bahrain Victorious       | Bahrain Victorious    | Bora-Hansgrohe       | Bora-Hansgrohe       | Bora-Hansgrohe       | Cofidis                  | Cofidis                  | Cofidis                  |
| N°                     | Ciclista                 | Clas.                 | N°                   | Ciclista             | Clas.                | N°                       | Ciclista                 | Clas.                    |
| 61                     | Matej Mohorič            | 21°                   | 71                   | Jordi Meeus          | R                    | 81                       | Axel Zingle              | 95°                      |
| 62                     | Filip Maciejuk           | 69°                   | 72                   | Nico Denz            | R                    | 82                       | André Carvalho           | R                        |
| 63                     | Jonathan Milan           | 36°                   | 73                   | Marco Haller         | 80°                  | 83                       | Wesley Kreder            | R                        |
| 64                     | Andrea Pasqualon         | 8°                    | 74                   | Jonas Koch           | 28°                  | 84                       | Christophe Noppe         | 109°                     |
| 65                     | Dušan Rajović            | 88°                   | 75                   | Luis-Joe Lührs       | R                    | 85                       | Alexis Renard            | 53°                      |
| 66                     | Jasha Sütterlin          | R                     | 76                   | Nils Politt          | 7°                   | 86                       | Jelle Wallays            | 87°                      |
| 67                     | Fred Wright              | 57°                   | 77                   | Ide Schelling        | 14°                  | 87                       | Piet Allegaert           | 12°                      |
| EF Education-EasyPost  | EF Education-EasyPost    | EF Education-EasyPost | Groupama-FDJ         | Groupama-FDJ         | Groupama-FDJ         | Ineos Grenadiers         | Ineos Grenadiers         | Ineos Grenadiers         |
| N°                     | Ciclista                 | Clas.                 | N°                   | Ciclista             | Clas.                | N°                       | Ciclista                 | Clas.                    |
| 91                     | Jens Keukeleire          | 64°                   | 101                  | Stefan Küng          | 25°                  | 111                      | Thomas Pidcock           | 5°                       |
| 92                     | Owain Doull              | 16°                   | 102                  | Lewis Askey          | 61°                  | 112                      | Brandon Rivera           | R                        |
| 93                     | Stefan Bissegger         | 20°                   | 103                  | Kevin Geniets        | 27°                  | 113                      | Michał Kwiatkowski       | 106°                     |
| 94                     | Jonas Rutsch             | 24°                   | 104                  | Olivier Le Gac       | 52°                  | 114                      | Luke Rowe                | 122°                     |
| 95                     | Tom Scully               | NP                    | 105                  | Fabian Lienhard      | 78°                  | 115                      | Magnus Sheffield         | 22°                      |
| 96                     | James Shaw               | 67°                   | 106                  | Jake Stewart         | 17°                  | 116                      | Connor Swift             | 91°                      |
| 97                     | Julius van den Berg      | 29°                   | 107                  | Samuel Watson        | 75°                  | 117                      | Ben Turner               | R                        |
| Movistar Team          | Movistar Team            | Movistar Team         | Team Arkéa-Samsic    | Team Arkéa-Samsic    | Team Arkéa-Samsic    | Team DSM                 | Team DSM                 | Team DSM                 |
| N°                     | Ciclista                 | Clas.                 | N°                   | Ciclista             | Clas.                | N°                       | Ciclista                 | Clas.                    |
| 121                    | Imanol Erviti            | 50°                   | 131                  | Jenthe Biermans      | 37°                  | 141                      | John Degenkolb           | 32°                      |
| 122                    | Iván García Cortina      | R                     | 132                  | Alan Riou            | R                    | 142                      | Patrick Bevin            | R                        |
| 123                    | Mathias Norsgaard        | 82°                   | 133                  | Donavan Grondin      | R                    | 143                      | Pavel Bittner            | 42°                      |
| 124                    | Matteo Jorgenson         | 18°                   | 134                  | Mathis Le Berre      | 23°                  | 144                      | Nils Eekhoff             | 81°                      |
| 125                    | Max Kanter               | 38°                   | 135                  | Matis Louvel         | 13°                  | 145                      | Marius Mayrhofer         | R                        |
| 126                    | Lluís Mas                |                       | 136                  | Daniel McLay         |                      | 146                      | Sean Flynn               |                          |
| 127                    | Iván Romeo               | 40°                   | 137                  | Clément Russo        | R                    | 147                      | Kevin Vermaerke          | 39°                      |
| Team Jayco AlUla       | Team Jayco AlUla         | Team Jayco AlUla      | Lidl-Trek            | Lidl-Trek            | Lidl-Trek            | UAE Team Emirates        | UAE Team Emirates        | UAE Team Emirates        |
| N°                     | Ciclista                 | Clas.                 | N°                   | Ciclista             | Clas.                | N°                       | Ciclista                 | Clas.                    |
| 151                    | Zdeněk Štybar            | R                     | 161                  | Jasper Stuyven       | 58°                  | 171                      | Tim Wellens              | 26°                      |
| 152                    | Felix Engelhardt         | 108°                  | 162                  | Daan Hoole           | 113°                 | 172                      | Pascal Ackermann         | R                        |
| 153                    | Luke Durbridge           | NP                    | 163                  | Alex Kirsch          | 74°                  | 173                      | Rui Oliveira             | 9°                       |
| 154                    | Kelland O'Brien          | 123°                  | 164                  | Bauke Mollema        | 73°                  | 174                      | Sjoerd Bax               | R                        |
| 155                    | Alexandre Balmer         | R                     | 165                  | Toms Skujiņš         | 55°                  | 175                      | Ivo Oliveira             | R                        |
| 156                    | Lukas Pöstlberger        | R                     | 166                  | Edward Theuns        | 35°                  | 176                      | Matteo Trentin           | 98°                      |
| 157                    | Christopher Juul Jensen  | R                     | 167                  | Mathias Vacek        | 79°                  | 177                      | Michael Vink             | 100°                     |
| Lotto Dstny            | Lotto Dstny              | Lotto Dstny           | Israel-Premier Tech  | Israel-Premier Tech  | Israel-Premier Tech  | TotalEnergies            | TotalEnergies            | TotalEnergies            |
| N°                     | Ciclista                 | Clas.                 | N°                   | Ciclista             | Clas.                | N°                       | Ciclista                 | Clas.                    |
| 181                    | Victor Campenaerts       | 62°                   | 191                  | Sep Vanmarcke        | 10°                  | 201                      | Peter Sagan              | 117°                     |
| 182                    | Cédric Beullens          | 56°                   | 192                  | Guillaume Boivin     | 120°                 | 202                      | Edvald Boasson Hagen     | 65°                      |
| 183                    | Jasper De Buyst          | R                     | 193                  | Reto Hollenstein     | R                    | 203                      | Sandy Dujardin           | 103°                     |
| 184                    | Frederik Frison          | 97°                   | 194                  | Krists Neilands      | R                    | 204                      | Daniel Oss               | R                        |
| 185                    | Arnaud De Lie            | 2°                    | 195                  | Jens Reynders        | R                    | 205                      | Lorrenzo Manzin          | R                        |
| 186                    | Brent Van Moer           | 48°                   | 196                  | Guy Sagiv            | R                    | 206                      | Anthony Turgis           | 96°                      |
| 187                    | Florian Vermeersch       | 43°                   | 197                  | Tom Van Asbroeck     | R                    | 207                      | Dries Van Gestel         | 45°                      |
| Bingoal WB             | Bingoal WB               | Bingoal WB            | Human Powered Health | Human Powered Health | Human Powered Health | Team Flanders-Baloise    | Team Flanders-Baloise    | Team Flanders-Baloise    |
| N°                     | Ciclista                 | Clas.                 | N°                   | Ciclista             | Clas.                | N°                       | Ciclista                 | Clas.                    |
| 211                    | Louis Blouwe             | 112°                  | 221                  | Stephen Bassett      | R                    | 231                      | Sander De Pestel         | R                        |
| 212                    | Julian Mertens           | 60                    | 222                  | Pier-André Côté      | R                    | 232                      | Gilles De Wilde          | 124°                     |
| 213                    | Rémy Mertz               | 92°                   | 223                  | Adam de Vos          | 83°                  | 233                      | Vincent Van Hemelen      | R                        |
| 214                    | Ludovic Robeet           | 68°                   | 224                  | Colin Joyce          | R                    | 234                      | Vito Braet               | 121°                     |
| 215                    | Luca Van Boven           | 118°                  | 225                  | Barnabás Peák        | R                    | 235                      | Alex Colman              | 111°                     |
| 216                    | Guillaume Van Keirsbulck | R                     | 226                  | Benjamin Perry       | 104°                 | 236                      | Ruben Apers              | R                        |
| 217                    | Dorian De Maeght         | R                     | 227                  | Gijs Van Hoecke      | R                    | 237                      | Ward Vanhoof             | 86°                      |
| Uno-X Pro Cycling Team |                          |                       |                      |                      |                      |                          |                          |                          |
| N°                     | Ciclista                 | Clas.                 |                      |                      |                      |                          |                          |                          |
| 241                    | Alexander Kristoff       | 4°                    |                      |                      |                      |                          |                          |                          |
| 242                    | Jonas Abrahamsen         | 101°                  |                      |                      |                      |                          |                          |                          |
| 243                    | Martin Urianstad         | 47°                   |                      |                      |                      |                          |                          |                          |
| 244                    | William Blume Levy       | 90°                   |                      |                      |                      |                          |                          |                          |
| 245                    | Erik Resell              | 49°                   |                      |                      |                      |                          |                          |                          |
| 246                    | Anders Skaarseth         | 46°                   |                      |                      |                      |                          |                          |                          |
| 247                    | Rasmus Tiller            | 31°                   |                      |                      |                      |                          |                          |                          |